# Bargagli
Bargagli (ligurisch Bargagi oder Bargaggi) ist eine italienische Gemeinde in der Metropolitanstadt Genua mit 2522 Einwohnern (Stand 31. Dezember 2023).

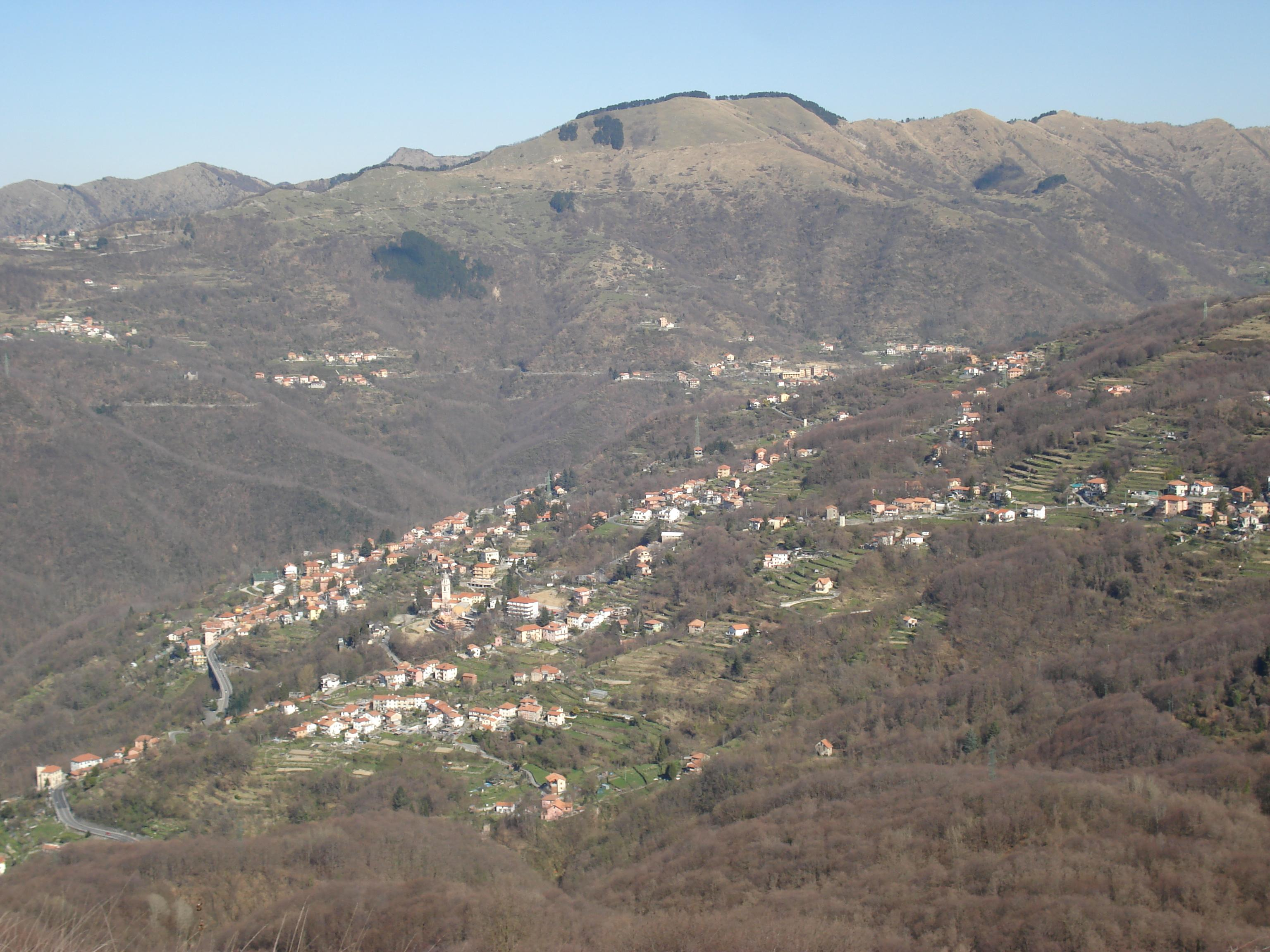
Bargagli

## Geographie

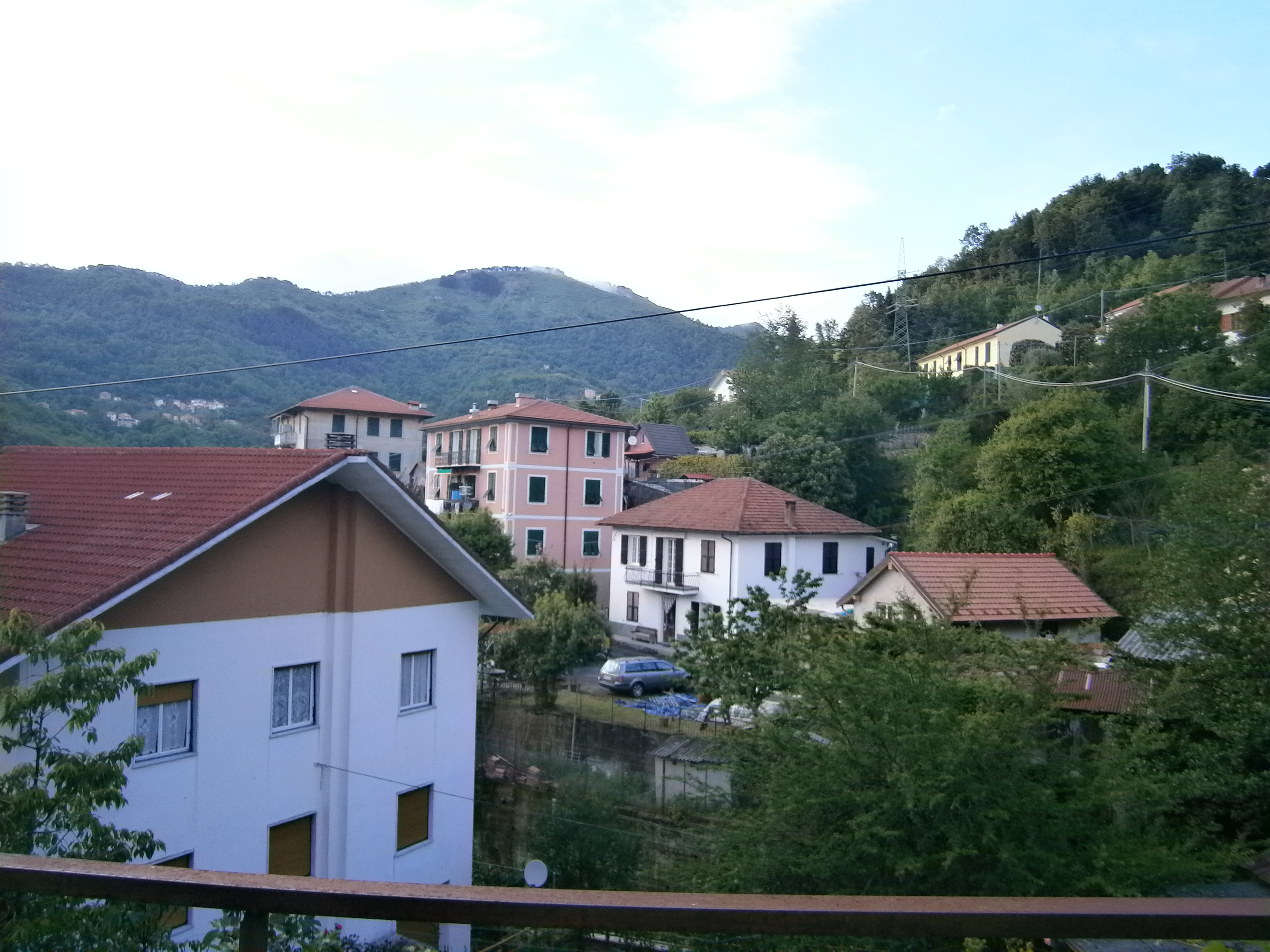
Häuser in Bargagli

Die Gemeinde liegt im ligurischen Inland im Tal Bisagno, dessen gleichnamiger Bach die angrenzende Gemeinde Davagna durchfließt. Die Entfernung zu der Regionalhauptstadt Genua beträgt circa 18 Kilometer. Bargagli gehört zu der Comunità Montana Fontanabuona und ist gleichzeitig die größte Ortschaft des Tales Lentro.
Der höchste Berggipfel des Umlandes ist der Monte Bragalla (900 Meter), der ehemals auch Barcalla oder Bargalla hieß und von dem der Name der Kommune abgeleitet ist.
Das Territorium von Bargagli ist in fünf Ortsteile untergliedert: Cisiano, Maxena, Terrusso, Traso und Viganego. Dazu kommen die Siedlungen La Presa, Trapena, Eo, Casa Comunale, Molino, Vaxe, Vigo, Cevasco, Miana, Ferretto, Mercato, San Lorenzo, Canova, Bragalla, Portiglia, Borgonuovo, Pian Serreto, Ospedale und Sant'Alberto.

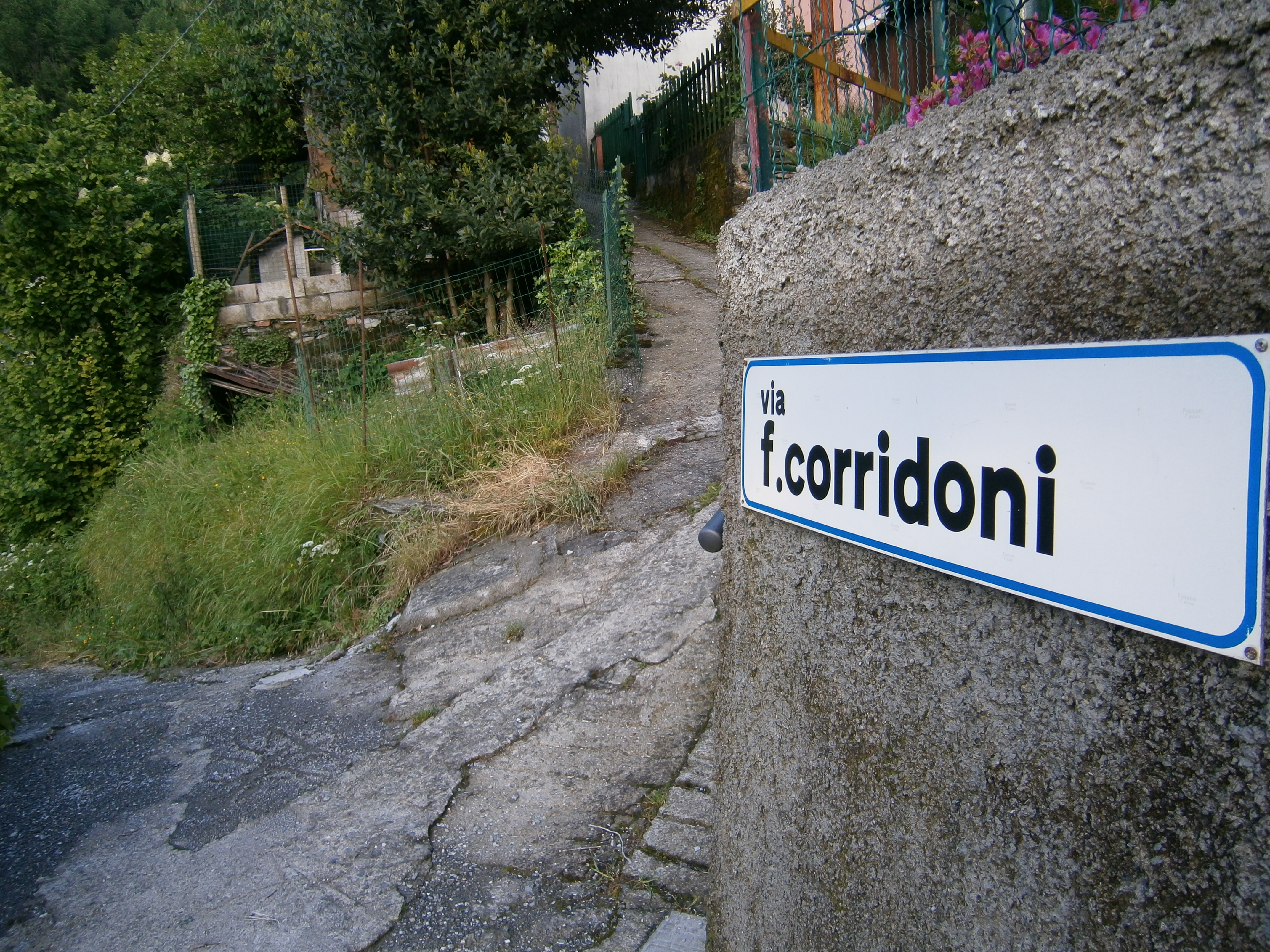
Ein Weg in Bargagli

Nach der italienischen Klassifizierung bezüglich seismischer Aktivität wurde Bargagli der Zone 4 zugeordnet. Das bedeutet, dass sich die Gemeinde in einer seismisch inerten Zone befindet.

## Persönlichkeiten
- Rinaldo Moresco (* 1925), Radrennfahrer